# رگال پترولیوم
رگال پترولیوم (انگلیسی: Regal Petroleum) شرکت نفت بریتانیایی است، که در سال ۱۹۹۶ تأسیس شد.